# Дачное (Псковская область)
Да́чное — посёлок в Дновском районе Псковской области России. Входит в состав Выскодской волости Дновского района.
Расположен в центре района, к юго-востоку от границы районного центра, города Дно.

## Население
| 2001 | 2002 | 2010 |
| ---- | ---- | ---- |
| 468  | ↘446 | ↘299 |

Численность населения деревни по оценке на конец 2000 года составляла 468 жителей.

## История
В 1938 г. постановлением президиума ВЦИК селение Суки переименовано в Дачное.